# Nuncjatura Apostolska w Słowenii
Nuncjatura Apostolska w Słowenii – misja dyplomatyczna Stolicy Apostolskiej w Republice Słowenii. Siedziba nuncjusza apostolskiego mieści się w Lublanie.
Nuncjusz apostolski pełni tradycyjnie godność dziekana korpusu dyplomatycznego akredytowanego w Słowenii od momentu przedstawienia listów uwierzytelniających.

## Historia
Stolica Apostolska uznała niepodległość Słowenii 13 stycznia 1992, a 8 lutego 1992 nawiązano stosunki dyplomatyczne. W tym samym roku papież św. Jan Paweł II utworzył w tym kraju nuncjaturę apostolską. Początkowo mieściła się ona pod adresem Krekov trg 1. W 2016 została przeniesiona do obecnej siedziby.
Od 10 lutego 2011 nuncjusz apostolski w Słowenii jest również delegatem apostolskim w Kosowie.

## Nuncjusze apostolscy w Słowenii
- abp Pier Luigi Celata (1992 – 1995) Włoch
- abp Edmond Farhat (1995 – 2001) Libańczyk
- abp Marian Oleś (2001 – 2002) Polak
- abp Giuseppe Leanza (2002 – 2003) Włoch
- abp Santos Abril y Castelló (2003 – 2011) Hiszpan
- abp Juliusz Janusz (2011 - 2018) Polak
- abp Jean-Marie Speich (2019 - 2025) Francuz
- abp Luigi Bianco (od  2025) Włoch